# دوشاخه‌شدن رودخانه

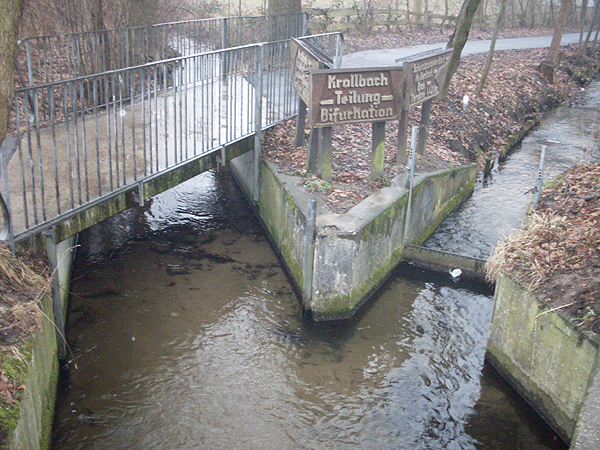
انشعاب یک رودخانه در آلمان

دوشاخه‌شدن رودخانه یا انشعاب رودخانه (انگلیسی: river bifurcation) به پدیده شاخه‌شاخه‌شدن و تقسیم رودخانه گفته می‌شود و زمانی روی می‌دهد که رودخانه‌ای که در یک روانه جریان دارد، به دو یا چند جریان مجزا تقسیم شده و سپس جریان آن به سمت پایین‌دست ادامه می‌یابد. برخی رودخانه‌ها شبکه‌های پیچیده‌ای از مجراها را به ویژه در دلتاها پدید می‌آورند. اگر مجراها در نهایت مجدداً با هم ادغام شوند یا وارد یک مجرای آبی واحد شوند، آن‌گاه مجراهای رودخانه جزیره رودخانه‌ای را پدید می‌آورند.
دوشاخه‌شدن رودخانه بسته به مقاومت موادی که مجراها را از هم جدا می‌سازند، ممکن است موقتی یا نیمه‌دائمی باشند. برای نمونه یک جزیره میان آبراهه‌ای که از خاک یا سیلت تشکیل شده است، عمدتاً عارضه‌ای موقتی است، ولی در جایی که رودخانه در اطراف لبه‌های سنگ مانند یک آذرین‌تیغه آتشفشانی یا یک کوه به چند شاخه تقسیم می‌شود، پایدارتر است. انشعاب رودخانه ممکن است دارای عامل انسانی باشد، مثلاً زمانی که جریان رودخانه توسط پایه‌های طویل پل به دو یا چند شاخه تقسیم می‌شود.